# مارك دايموند
مارك دايموند (بالإنجليزية: Marc Diamond)‏ هو موسيقي أمريكي، ولد في 1944، وتوفي في 2005.